# Plan zur Entführung Gretchen Whitmers

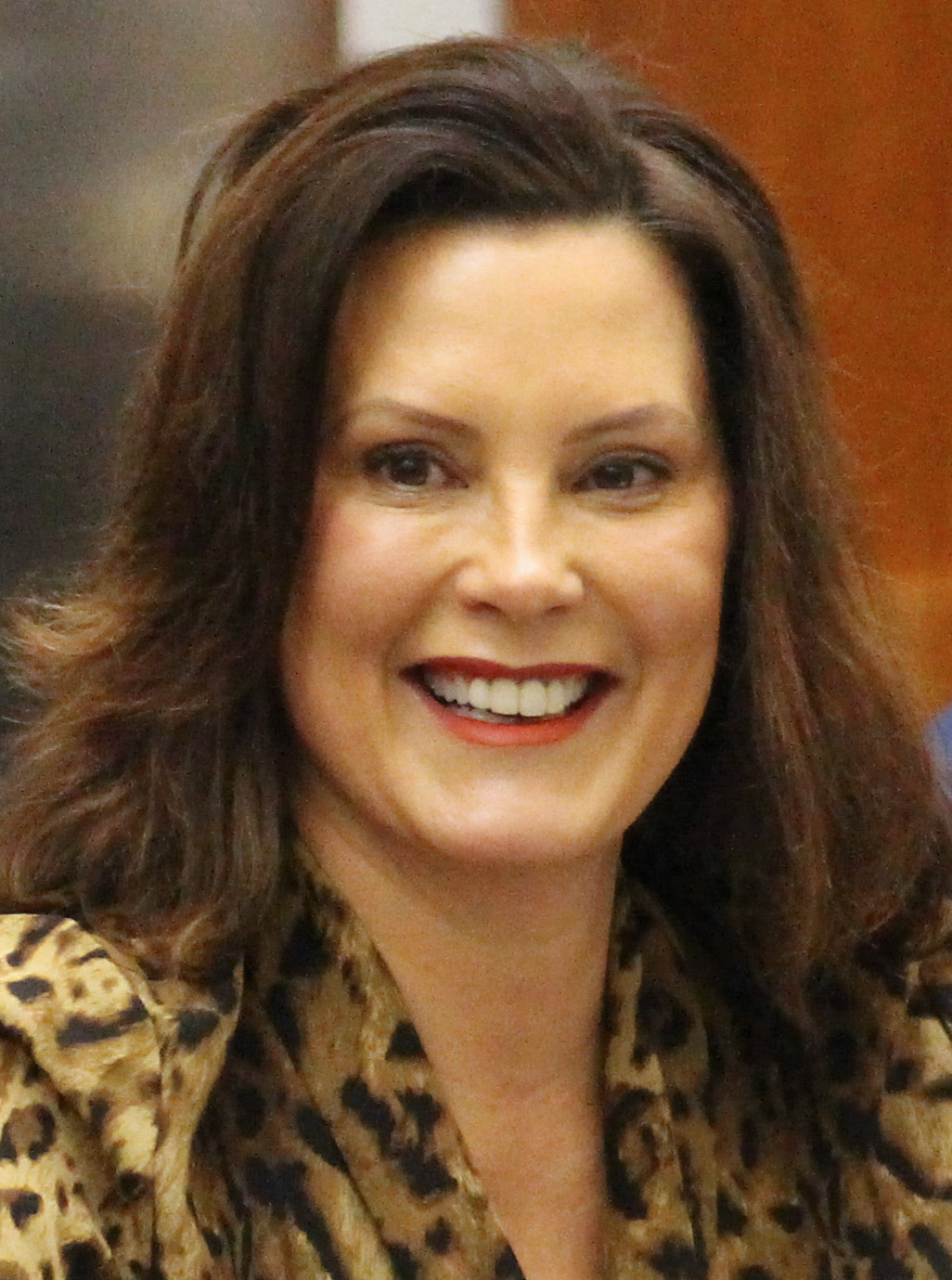
Gretchen Whitmer, Gouverneurin von Michigan

Der Plan zur Entführung Gretchen Whitmers, der Gouverneurin von Michigan, wurde 2020 von Mitgliedern der rechtsextremen Miliz Wolverine Watchmen gefasst. Am 8. Oktober 2020 gab das FBI die Verhaftung von 13 Personen bekannt, denen dieses Vorhaben und Pläne zu weiteren terroristischen Anschlägen gegen die Staatsregierung von Michigan zur Last gelegt wurden. Zu den Verhafteten gehören zwei Gründer der paramilitärischen Organisation. Sechs Verhaftete wurden vor einem US-Bundesgericht angeklagt, die anderen sieben vor einem Gericht des Staates Michigan. Eine Woche später wurde eine weitere Person verhaftet und vor einem bundesstaatlichen Gericht angeklagt.

## Hintergrund

### Einschätzungen der Behörden zu rechtsradikalen Milizen
Vor den Wahlen in den Vereinigten Staaten 2020 warnten Angehörige der Strafverfolgungsbehörden, Mitglieder des US-Kongresses und Beobachter extremistischer Gruppen vor der wachsenden Bedrohung durch Milizen und rechtsradikale Gruppen. Die Anti-Defamation League nannte Michigan einen der Staaten, in denen die moderne Milizbewegung gegründet wurde und mehrere Milizen kontinuierlich aktiv waren. Jon Lewis, ein Wissenschaftler der George Washington University in Washington D.C., nannte die Gruppe Wolverine Watchmen aber „zu klein, um auf dem Radar zu erscheinen“. Einige Monate zuvor, am 30. April 2020, hatte eine Menge mit bewaffneten Milizangehörigen das Parlament in Lansing gestürmt.
Die Pläne für die Entführung Gretchen Whitmers wurden von Juni bis September 2020 entwickelt. In der Woche vor der Verhaftung der Verdächtigen gab es mindestens drei andere Verhaftungen von Angehörigen der Boogaloo-Bewegung, einem losen Zusammenschluss rechtsradikaler Milizen, deren Anhänger einen zweiten Amerikanischen Bürgerkrieg planen oder initiieren wollen. Die Wolverine Watchmen betrachteten sich als Teil dieser Bewegung.

### Die COVID-19-Pandemie in Michigan und staatliche Schutzmaßnahmen
Gouverneurin Whitmer, die Zielperson des Anschlags, schärfte ihr politisches Profil in den vorausgehenden Monaten mit ihren frühen und energischen Maßnahmen zur Eindämmung der COVID-19-Pandemie in Michigan, darunter ein Lockdown, die weitgehend begrüßt wurden. Sie wurde hierfür aber von rechtsradikalen Gruppen angegriffen, und ihre Maßnahmen führten zu Protesten im April und Mai, in deren Verlauf bewaffnete Gruppen auch das Kapitol von Michigan stürmten. Der damalige Präsident Donald Trump unterstützte die Proteste, indem er Whitmer als „diese Frau aus Michigan“ verspottete und am 17. April 2020 tweetete: „LIBERATE MICHIGAN“! Das FBI gab später bekannt, die Planung der Tat habe vor Trumps Tweet begonnen.
Am 2. Oktober 2020 fällte der Oberste Gerichtshof von Michigan zwei Entscheidungen zu den COVID-Maßnahmen: eine 4:3-Entscheidung erklärte ein Gesetz von 1945, das Whitmer die Anordnung der Maßnahmen erlaubte, für nicht verfassungsgemäß, und ein einstimmiges Urteil, dass ein 1976 erlassenes Gesetz Whitmer nicht die Kompetenz zum Erlass der Maßnahmen ohne Zustimmung des Parlaments gebe. Dies brachte Verunsicherung über die Umsetzung der Maßnahmen mit sich und veranlasste das Michigan Department of Health and Human Services und das Michigan Occupational Safety and Health Administration, die Urteile durch Anordnung ähnlicher Maßnahmen zu umgehen, auch nachdem der Entführungsversuch bekanntgemacht worden war.

## Die Verdächtigen
Die Verdächtigen gehörten zu einer paramilitärischen Organisation, die sich Wolverine Watchmen nannte. Wolverine (Vielfraß) ist seit dem 19. Jahrhundert ein gebräuchlicher Spitzname für die Bewohner Michigans. Die Gruppe wurde von den Verdächtigen Pete Musico und Joseph Morrison gegründet; Musico wird für den „Kommandeur“ der Gruppe gehalten. Eine Recherche von NBC in den sozialen Medien fand Verbindungen zwischen den Ideologien der Verdächtigen und denen der Boogaloo-Bewegung. Die Gruppe warb seit November 2019 über Facebook um Mitglieder, bis Facebook im Juni 2020 alles Material mit Boogaloo-Bezug löschte.
Die von einem Bundesgericht wegen Verschwörung mit dem Ziel der Entführung Angeklagten waren Adam Fox, Ty Garbin, Barry Croft, Kaleb Franks, Daniel Harris und Brandon Caserta. Fünf von ihnen lebten in Michigan, der sechste, Croft, in Delaware. Adam Fox und Barry Croft wurden als Rädelsführer angeklagt. Die Anklagen lauteten auf Verbrechen gegen den Staat, Beschaffung von Material für terroristische Anschläge, Verbrechen mit Feuerwaffen und Mitgliedschaft in einer kriminellen Vereinigung; angeklagt wurden die Gründer der Gruppe, Musico und Morrison, zusammen mit Shawn Fix, Eric Molitor, Michael Null, William Null, und Paul Bellar. Mindestens vier der dreizehn Verdächtigen hatten zuvor an Kundgebungen vor dem Michigan State Capitol teilgenommen. Am 15. Oktober wurde ein vierzehnter Verdächtiger, Brian Higgins aus Wisconsin, von einem Staatsgericht wegen Beschaffung von Material für terroristische Anschläge angeklagt.

### Biographische Skizzen und Motive
- Joseph M. Morrison,[35] 26 Jahre alt,[36] wird für den Anführer der Gruppe gehalten.[37] Nach Angaben von Staatsanwalt Gregory Townsend nutzte er sein Haus in Munith, in dem auch Musico wohnte, als Trainingszentrum. Fotografien des Hauses zeigen eine Kriegsflagge der Südstaaten und eine Variante der Flagge der Vereinigten Staaten mit den Worten „Give me Liberty, or give me Death!“.[24][36] Morrisons Nachbarn sagten zu Reportern der Zeitschrift The Daily Beast, die Hausbewohner seien „respektlos“ gewesen und an den Wochenenden hätten sich dort regelmäßig große Gruppen versammelt, wobei Gewehrfeuer zu hören war.[24] Sein Online-Pseudonym war „Boogaloo Bunyan“.[36] Morrison diente seit 2015 im U.S. Marine Corps, zuletzt in der 4th Marine Logistics Group in Battle Creek (Michigan)[38] im Rang eines Lance Corporal; er wurde am Tag seiner Verhaftung aus der United States Marine Corps Reserve entlassen, jedoch nicht wegen der ihm zu Last gelegten Verbrechen.[35]

- Adam Fox, der vermutete Drahtzieher, wurde 1983[36] mit dem Namen Adam Waggoner geboren, änderte diesen aber 2014 auf den Mädchennamen seiner Mutter.[39] Er lebte im Keller seines früheren Arbeitgebers, einer Werkstatt in Grand Rapids. Er durfte dort wohnen, weil der Inhaber der Werkstatt Mitleid mit ihm hatte, weil er obdachlos war und Hunde besaß. Der Keller wurde auch für Treffen der Gruppe genutzt.[40][41] Im Juni postete er ein YouTube-Video, in dem er die COVID-Maßnahmen Whitmers als einen Grund für den Entführungsplan nannte.[2] Seinem Chef zufolge hatte er polizei- und regierungsfeindliche Ansichten, unterstützte die Boogaloo-Bewegung und machte sich Sorgen, die USA könnten ein kommunistisches Land werden und Politiker der Demokraten würden ihm seine Schusswaffen wegnehmen.[40] Fox war zuvor Mitglied einer anderen Miliz, der Michigan Home Guard, wurde aber wegen „Unbeherrschtheit“ und Drohungen gegen andere Mitglieder in sozialen Medien ausgeschlossen.[42]

- Ty Garbin  wurde 1995 geboren[36] und wuchs in Wyandotte (Michigan) auf, lebte aber bei seiner Verhaftung in einer Wohnwagensiedlung in Livingston County. Sein Vater ist ein Veteran der U.S. Army.[43] Er ist ein ausgebildeter Flugzeugmechaniker und arbeitete zuletzt für die SkyWest Airlines.[39] Er traf Fox auf einer Second Amendment-Kundgebung in Lansing. Garbin wird zur Last gelegt, das Ferienhaus der Gouverneurin ausgekundschaftet zu haben, die Sprengung einer Brücke zum Stoppen der Polizei und die Bemalung eines Bootes für das „Fischen bei Nacht“ als Bestandteil der Entführung auf dem See geplant zu haben. Er war in der Lage, selbst Schusswaffen herzustellen. Sein Anwalt verwies darauf, dass er keine Vorstrafen habe.[43]

- Barry Croft postete auf seinen Social-Media-Accounts häufig gewalttätige Inhalte.[44] Der ermittelnde FBI Special Agent Richard Trask bezeichnete Croft als nationaler Anführer der „Three Percenters“, einer US-weiten militanten Miliz.[45] Crofts Accounts zeigten ihn mit einem Dreispitz und einem Sweatshirt der „Three Percenters“. Er unterstützte die Kritik an Vermutungen, die Präsidentschaftswahl 2016 sei russisch beeinflusst gewesen, lehnte die Immigrationspolitik der USA ab und hielt die Ermittlungen gegen Präsident Donald Trump für einen „Aufstand“.[27][46] Er schloss Trump aber in eine mit Klagen gefüllte Liste von Politikern ein, die er hängen wollte und die er im Juni auf Facebook postete.[47] Bei seiner Verhaftung lebte er in Bear, Delaware.[48] Croft wurde von 1994 bis 1996 wiederholt wegen Körperverletzung und Einbruchs verhaftet. 1997 wurde er wegen Mitführens einer Waffe bei einem Verbrechen verurteilt und verbrachte drei Jahre im Gefängnis. Im April 2019 wurde er vom Gouverneur Delawares, John Carney begnadigt.[30][48] Er berief sich bei aufgezeichneten Gesprächen der Verschwörer darauf, dass Gott ihm für einen Mord Vergebung zugesichert habe.[46]

- Kaleb Franks, 1994 geboren,[36] wird vorgeworfen, 4,000 $ für Geräte zur Ausführung des Verbrechens, darunter ein Helm und Nachtsichtgeräte, bezahlt zu haben. Er brachte auch ein Gewehr mit Schalldämpfer zu den Übungen. Seinem LinkedIn-Profil zufolge studierte er Klinische Psychologie am Washtenaw Community College und arbeitete als Entzugshelfer an einem Suchtbehandlungszentrum in Waterford. Er war zuvor selbst heroinsüchtig, aber laut seinem Anwalt seit 2013 geheilt. 2011 wurde er wegen Besitzes von Kokain und 2013 wegen Hausfriedensbruchs verurteilt. Er verbrachte neun Monate im Gefängnis und zwei Jahre unter Bewährungsaufsicht.[39][49]

- Daniel Harris, 1997  geboren,[36] diente von 2014 bis Juni 2019 als Schütze im U.S. Marine Corps, zuletzt im Marine Corps Base Camp Lejeune in Jacksonville (North Carolina).[38][50] Er wurde nach Japan versetzt und erreichte den Dienstgrad eines Korporals. Er wurde mit der Humanitarian Service Medal, der Marine Corps Good Conduct Medal und der Global War on Terrorism Service Medal ausgezeichnet. Nach seiner Entlassung arbeitete er als Wachmann bei zwei Firmen.[39] Im Juni nahm er an einer Kundgebung von Black Lives Matter in seiner Heimatstadt Lake Orion teil und wurde von einer Lokalzeitung interviewt, der er sagte, er sei „empört über die Tötung George Floyds und die Gewalt der Polizei“. Die Gruppe traf ihn am 23. August zur Planung der Entführung.[51][52][53][54]

- Brandon Caserta, 1988 geboren,[36] trat in einem Hawaiihemd der Boogaloo-Bewegung in einem TikTok-Video auf und lobte auf Facebook Kyle Rittenhouse, einen 17-jährigen Jugendlichen, der bei den Protesten in Kenosha zwei Teilnehmer mit Schüssen tödlich verletzte. Caserta verbreitete Falschinformationen zur COVID-19-Pandemie und unterstützte die Verschwörungstheorie QAnon,[55] kritisierte aber auch Präsident Trump und nannte ihn einen Tyrannen.[56] Er radikalisierte sich nach dem von Gouverneurin Whitmer verhängten Lockdown. Auf seinen Social-Media-Accounts veröffentlichte er zunächst Posts über Comedy und Podcasts sowie Selfies, nach dem Lockdown begann er jedoch, Posts mit Verschwörungstheorien über Bill Gates und Bilder von gefesselten Polizeibeamten zu liken.[27]

- Pete Musico, 42 Jahre alt,[36] war auf YouTube aktiv, wo er Videos gegen Steuern, Waffengesetze und den sogenannten „Tiefen Staat“ in den USA postete. In einem 2019 geposteten Video mit dem Titel „Gretchen Whitmer Interview“ kritisierte er deren Politik gegenüber Autobesitzern und kündigte an, sie in einem späteren Video selbst zu interviewen. Musico war auch auf Gab aktiv, wo er die Behauptung publizierte, es gebe eine Kampagne zur Tötung der Weißen in Südafrika. Er folgte den Accounts des Proud-Boys-Mitglieds Joe Biggs und dem InfoWars-Kommentator Owen Shroyer. Auf Twitter drückte er Sympathien für Trump, Verschwörungstheorien über Bill und Hillary Clinton und Thiomersal in Impfungen aus.[24] Sein Anwalt sagt, er sei aus den „Wolverine Watchmen“ wegen zu großer Weichheit ausgeschlossen worden und sei nicht gewaltgeneigt.[57]

- Shawn Fix, 38 Jahre alt,[36] veranstaltete mehrere Treffen der „Wolverine Watchmen“ zur Planung der Entführung in seinem Haus in Belleville. Im Garten des Hauses befand sich Werbung für die Wahlkampagne Donald Trumps 2020 und eine Gadsden flag. Er arbeitete als Fernfahrer und beging von 2007 bis 2018 mehr als ein Dutzend Verkehrsvergehen. 2012 wurde er wegen schwerer Körperverletzung angeklagt, das Opfer ließ die Anzeige aber im Jahr 2013 fallen.[39]

- Eric Molitor, 36 Jahre alt,[36] postete Unterstützung für die Boogaloo-Bewegung auf seinem Facebook-Account. Er äußerte sich positiv über Kyle Rittenhouse und für das Recht, bei Demonstrationen Waffen zu tragen, sowie Feindseligkeit gegenüber dem Staat. Er arbeitete für eine Firma, die Ausrüstung für Militär und Ersthelfer herstellte. Im Januar 2020 machte er den Vorschlag, Waffenkontrollen in Wexford County zu verbieten, den das County im nächsten Monat annahm.[39]

- Michael and William Null, 38 Jahre alte[36] Zwillingsbrüder, halfen beim Ausspionieren von Whitmers Ferienhaus.[58] Sie waren Mitglieder einer anderen Miliz, der Michigan Liberty Militia.[42] Am 30. April wurden sie bei einem Protest von Michigan United for Liberty, einer rechten Protestgruppe gegen Whitmers COVID-19-Lockdown, vor dem Michigan State Capitol fotografiert.[59] William nahm auch an anderen Kundgebungen gegen den Lockdown im Mai sowie an Black-Lives-Matter-Demonstrationen in Grand Rapids und Flint teil. Diese Angaben machte der Sheriff von Barry County, Dar Leaf, er sagte aber auch, William sei unzufrieden mit der Bewegung. William wurde auch bei einem Protest gegen Trumps Executive Order 13769 im Februar 2017 in Flint gesehen, den eine Bürgerrechtsgruppe veranstaltete. Er und andere Mitglieder der Michigan Liberty Militia waren Gegendemonstranten in militärischer Tarnkleidung, mit Schusswaffen und Gadsden flags. Er bedrohte Teilnehmer der Kundgebung auf Facebook.[52][60]

- Paul Bellar, 21 Jahre alt,[36] der in Columbia verhaftet wurde, wohin er nach einer Zwangsräumung aus Milford gezogen war, war für die Organisation des Trainings der Wolverine Watchmen verantwortlich. Dazu gehörten die Benutzung von Schusswaffen, medizinische Behandlungen und anderes.[36][61] Bellars frühere Nachbarin in Milford sagte, er habe wegen der Pandemie seinen Job verloren, sei eine sehr wütende Person und habe sie bei einer Auseinandersetzung mit einer Schusswaffe bedroht.[62] Seinem Vater zufolge trainierte er in Fort Jackson ein Jahr lang für die U.S. Army vor seiner Entlassung wegen einer posttraumatischen Belastungsstörung.[63]

- Brian Higgins lebte in Wisconsin Dells, wo er am 15. Oktober verhaftet wurde.[64] Ihm wird vorgeworfen, Material für die Ausspionierung von Whitmers Haus angeschafft zu haben.[65]

## Hergang der Ereignisse

### Beginn der Ermittlungen
Das FBI wurde Anfang 2020 auf Diskussionen in sozialen Medien aufmerksam, die den gewaltsamen Umsturz von Regierungen und Ordnungskräften durchsetzen wollten. Während der ersten Ermittlungen in Social-Media-Chats stieß es auf Barry Croft und Adam Fox. Im März 2020 berichteten Beamte eines nicht genannten Polizeireviers in Michigan dem FBI, dass eine Miliz Adressen von Polizeibeamten suchte. Das FBI vernahm daraufhin ein Milizmitglied, das sich auf eine Tätigkeit als V-Mann einließ, nachdem das FBI ihm seine Besorgnis über mögliche Morde an Polizeibeamten mitteilte. Am 8. Mai erhielt das FBI die Erlaubnis, den Facebook-Account Crofts zu observieren. Die Ermittler fanden Nachrichten zur Planung potentieller Gewaltakte, darunter am 3. Mai ein Posting über einen Mann, der „das erste Opfer sein“ und „inhaftiert“ werden sollte, dies war nach Angaben des FBI der Gouverneur von South Carolina, Henry McMaster.
Daraufhin begann das FBI einer Anklageschrift zufolge im Juni mit der Einschleusung von Informanten in die Gruppe, sowohl online als auch vor Ort. Von diesem Zeitpunkt an sammelte das FBI Fotos, Videos, Telefonate und verschlüsselte Nachrichten der Verdächtigen und speicherte diese als Beweise auf einem USB-Stick. Der Inhalt, bestehend aus „mehreren Hundert Stunden heimlichen Audioaufnahmen und mehr als 13.000 Seiten verschlüsselter Textnachrichten“, wurde am 16. Oktober vom zuständigen Bundesgericht freigegeben. Am 30. März machte einer der Gründer, Pete Musico, einen Kommentar über die Gefangennahme Gretchen Whitmers und andere Aussagen, die zur Gewaltanwendung aufriefen.
Nach den Ermittlungsakten gehen die Versuche der Gruppe, Whitmers Privatadresse zu erlangen, bis zum 19. April zurück. Am 30. April nahmen alle Gruppenmitglieder an einem bewaffneten Aufmarsch vor dem Michigan State Capitol teil, was den Behörden den Beginn von Überwachungsmaßnahmen ermöglichte. Der Entschluss zur Entführung fiel am 6. Juni auf einem Zusammentreffen von etwa einem Dutzend Personen in Dublin, Ohio, einer nordwestlichen Vorstadt von Columbus. Eine vertrauliche Quelle berichtete, dass die Gruppe versuchen wollte, eine neue, selbstbewusste Gesellschaft in Befolgung der U.S. Bill of Rights zu errichten. Die Teilnehmer diskutierten friedliche und gewaltsame Aktionen zur Erreichung dieses Ziels, wobei sich die Gespräche darum drehten, wie die Regierungen die Verfassung der Vereinigten Staaten verletzten, wie „Tyrannen“ getötet werden sollten, und beschloss, dass die Anwesenden Freunde und Nachbarn anwerben sollten.

### Anwerbung

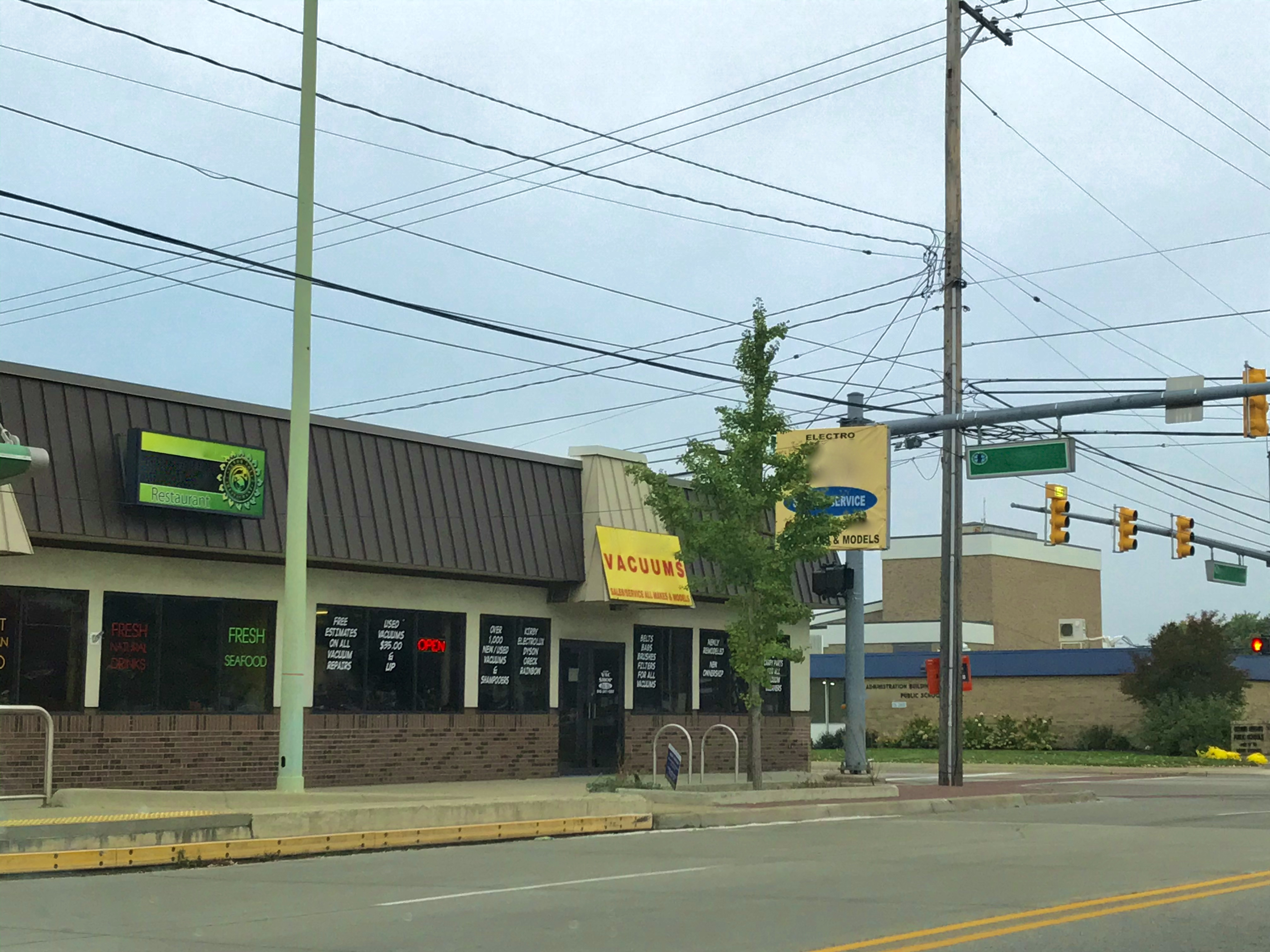
Ein Haus in Grand Rapids, in dem sich die Entführungsplaner trafen

Nach dem Treffen in Ohio suchte Adam Fox – bereits vom FBI überwacht – Unterstützer für den Entführungsplan. Am 14. Juni veranstaltete die Miliz ein militärisches Training. An diesem Tag nahm Fox mit einem Telefonat Kontakt zu einer vertraulichen Quelle auf, berichtete über das Treffen in Ohio und verlangte „200 Mann“, um das Capitol von Michigan anzugreifen, Whitmer und andere als Geiseln zu nehmen und einen „Prozess“ mit der Anklage des „Verrats“ gegen die Gouverneurin zu führen. Während des Anrufs betonte Fox wiederholte Male, die Operation solle vor der Präsidentschaftswahl 2020 stattfinden.
Während einer Kundgebung für das Recht auf Waffentragen in den USA vor dem Michigan Capitol am 18. Juni versuchte Fox einer vertraulichen Quelle zufolge, Anführer verschiedener Milizen für eine vereinte Stürmung des State Capitols zu gewinnen. Am 20. Juni lud Fox einige Anhänger, darunter eine vertrauliche Quelle, zu seinem Arbeitsplatz in Grand Rapids ein. Der Quelle zufolge sammelte Fox die Handys ein, um heimliche Mitschnitte zu verhindern, und schickte die Teilnehmer durch eine Falltür im Fußboden, die Quelle besaß aber ein Aufnahmegerät, von dem die anderen Teilnehmer nichts wussten. Die dem FBI übermittelten Aufnahmen enthielten Diskussionen über einen Anschlag auf das State Capitol, die Abwehr möglicher Gegenangriffe und den Gebrauch von Molotowcocktails zur Zerstörung von Polizeiautos. Ein neues Treffen der Gruppe für Übungen und weitere Planung wurde für das erste Juliwochenende vereinbart.
In einem Facebook-Video vom 25. Juni, das vom FBI aufgezeichnet wurde, kritisierte Fox die Justiz, die Regierung von Michigan und die staatliche Anordnung zur Schließung von Sportstudios, nannte Whitmer eine „tyrannische Bitch“ und sagte: „Jungs, wir müssen etwas tun. Leute, verbindet euch mit mir über unser anderes System, sagt mir eure Ideen, was ihr tun wollt.“

### Training und Planung

#### Erster Anschlagsplan

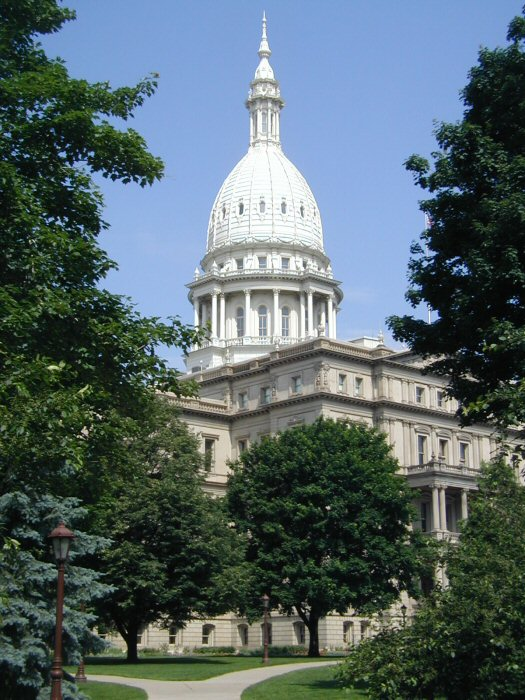
Das Michigan State Capitol, wo die Gruppe zunächst einen Anschlag plante

Nach Angaben des FBI fand das erste Training am 28. Juni in Munith (Michigan) auf dem Gelände eines Milizmitglieds statt, mit Fox, seiner Freundin, Ty Garbin, Kaleb Franks, Caserta, und einem V-Mann, der an dem Training teilnahm. Den Teilnehmern wurde dem Bericht zufolge nahegelegt, das Training zu verlassen, wenn sie sich beim Gedanken, den Staat anzugreifen und Geiseln zu nehmen, unwohl fühlten. Musicos Verteidiger zufolge machte Fox Bemerkungen über die Erstürmung des Capitols während dieses Trainings, aber die anderen Teilnehmer unterstützten ihn nicht und Musico machte sich Sorgen über die notwendige taktische Flexibilität mit den Worten: „Es ist ein Goldfischglas“. Nach Gerichtsdokumenten, die am 13. November freigegeben wurden, gab es Pläne, zusätzlich zum Sturm auf das Capitol Geiseln zu ermorden und die Bilder hiervon eine Woche lang im Fernsehen auszustrahlen oder die Teilnehmer während einer Sitzung des Parlaments im Gebäude einzuschließen und es anschließend in Brand zu setzen, damit niemand das Feuer überlebt.
Musicos Anwalt zufolge gab es von diesem Tag an bis zum 1. Oktober wegen einer Auseinandersetzung zwischen Fox und Musico, nach der letzterer die Gruppe verließ, keine weiteren Aktivitäten. Die Quelle des FBI teilte aber mit, dass sich Teilnehmer, darunter Croft und Garbin, für Waffentraining zwischen dem 10. und 12. Juli in Cambria (Wisconsin), trafen und ein Milizmitglied am 11. Juli versuchte, eine Sprengfalle herzustellen, die aber nicht funktionierte. Franks brachte auch ein Gewehr mit Schalldämpfer mit und schoss daraus.
Bei einem zweiten Treffen in Ohio am 18. Juli dokumentierten Mitschnitte einer Quelle Diskussionen über Angriffe auf Polizeireviere in Michigan. Garbin wies Anschlagspläne auf das State Capitol zurück und schlug stattdessen vor, Whitmers Ferienhaus in Elk Rapids anzugreifen. In einem von einer Quelle aufgezeichneten Telefonat vom 14. Juli sagte Fox, er habe das Büro der Gouverneurin ausgekundschaftet und erfahren, dass Whitmer nicht dort war, und sagte: „Ehrlich, jetzt […] Ich möchte die Welt zum Glühen bringen, Kumpel. Ich mache keine verdammten Kinderspiele. Ich will nur alles zum Glühen bringen. Mich interessiert verdammt noch mal nichts mehr, ich habe davon so die Schnauze voll. Das werden wir tun müssen, um es zurückzuholen, wir werden alles zerstören müssen. Wir werden alles über den Haufen werfen, Kumpel. Wir sind verdammt große Eroberer, Mann, wir werden jedes verdammte Ding erobern.“ In einem Gespräch am 26. Juli sagte er „Vielleicht sollten wir einen Haufen Cupcakes backen und sie verschicken“, was der Informant dem FBI zufolge als Aufforderung zu einer großen Bombenkampagne verstand.

#### Pläne betreffend Whitmers Ferienhaus

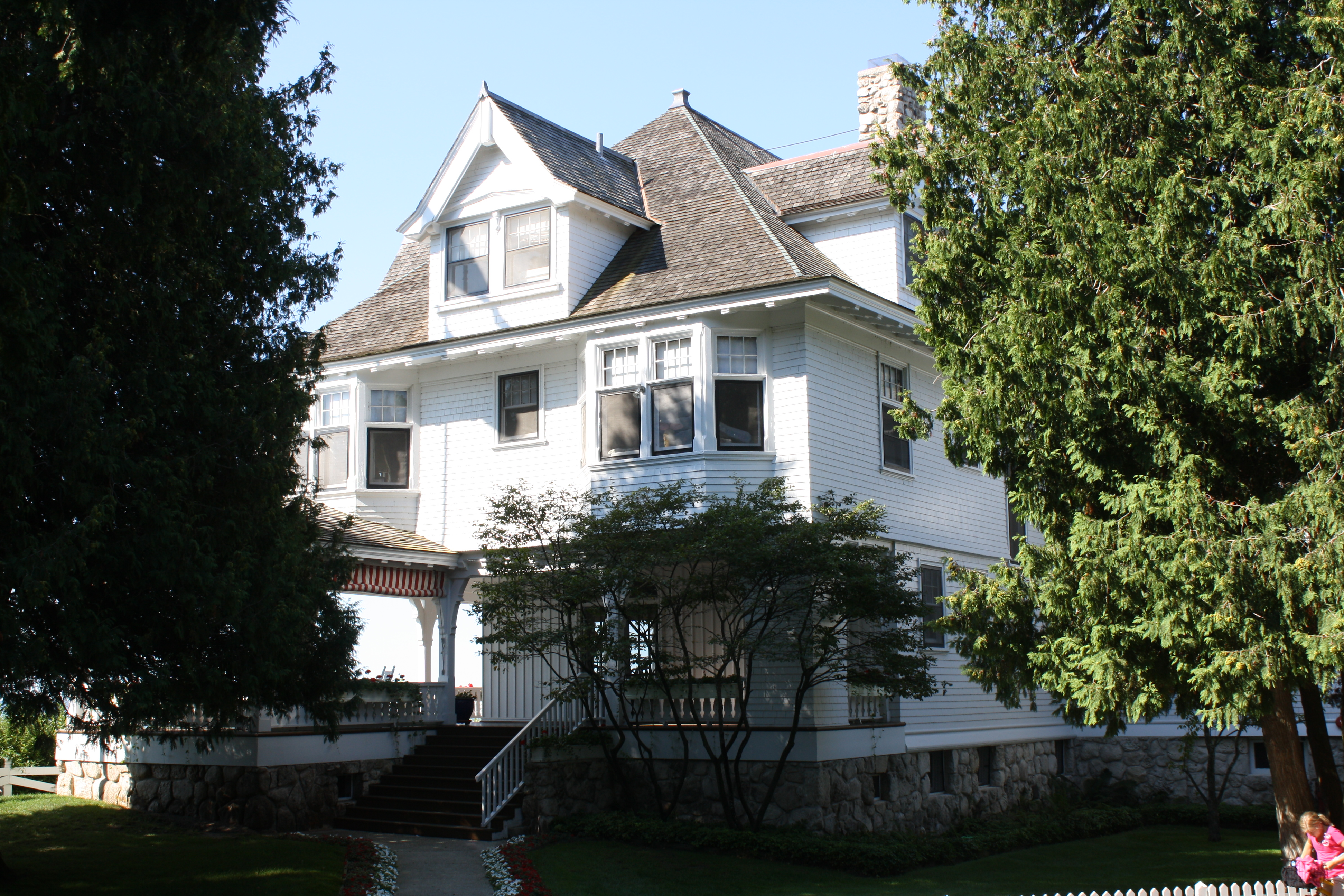
Die Sommerresidenz der Gouverneurin von Michigan auf Mackinac Island, ein möglicher Ort für die Entführung

Am 27. Juli lud Fox die Teilnehmer in seinen Wohnsitz in Grand Rapids ein, wo Mitschnitten der Quelle zufolge Diskussionen über eine Entführung Whitmers beim Erreichen oder Verlassen ihres eigenen Ferienhauses oder ihrer offiziellen Sommerresidenz auf Mackinac Island geführt wurden. Dem FBI-Mitschnitt zufolge sagte Fox: „Fang und greif, Mann. Greif die verdammte Gouverneurin. Greif dir die Bitch einfach. Weil, jetzt machen wir es, Kumpel […] es ist vorbei.“ In dem Mitschnitt schlug Fox auch vor, einen Makler zu beauftragen, die genaue Adresse Whitmers herauszufinden, Informationen über die Umgebung zu sammeln und Personen mit IT-Kenntnissen und Erfahrung mit Abrissen anzuwerben.
Am 9. August trafen sich die Teilnehmer zum zweiten Mal in Munith, danach kommunizierten sie über von einem FBI-Vertrauensmann moderierte Chats. Bei diesen Diskussionen schlug Fox vor, die Residenz der Gouverneurin in Lansing auszuforschen und Whitmers Boot zu zerstören. Harris sagte in einem Chat: „Lass eine Person zu ihrem Haus gehen. Sie soll an die Tür klopfen und wenn sie öffnet, nimm sie gefangen, verdammt. Ich meine, verdammt […] greif sie dir, wenn sie hineingeht, tu so, als wärst du ein Passant und zieh ihr dann eine Kappe über den Kopf“. Bei weiteren Chats am 18. August konzentrierten sich die Teilnehmer darauf, die Adresse ihres Ferienhauses herauszubekommen und Fluchtwege per Boot zu planen.

#### Die Beobachtung beginnt
Am 23. August trafen sich die Teilnehmer in Harris' Haus in Lake Orion, wo eine Diskussion über die Beobachtung des Ferienhauses mitgeschnitten wurde und Franks mitteilte, dass er fast 4.000 $ für Nachtsichtgeräte und einen Helm bezahlt hatte. Ein Mitschnitt existiert auch von einer heimlichen Beobachtung des Ferienhauses am 29. August, bei der Fox fotografierte und von der Polizei benötigte Einsatzzeit in der Region diskutierte. Fox wurde gehört, wie er sagte: „Wir lassen sie unseren verdammten Staat nicht abbrennen. Es ist verdammt egal, ob wir nur 20 oder 30 Leute sind, Kumpel, wir gehen da raus und wenden tödliche Gewalt an.“ Am 30. August zeigen Screenshots des Chats, wie Garbin über die Zerstörung einer Brücke in der Nähe des Ferienhauses nachdenkt, um die Polizei zu stoppen.
Auf Empfehlung der Polizei und des Technologieministeriums von Michigan wurde für 1,1 Mio.$ eine Barriere und ein Elektrozaun um den Sitz der Gouverneurin in Lansing gebaut und am 4. September fertiggestellt, wobei nach Angaben der Sprecherin Tiffany Brown eine verbesserte Absicherung der Umgebung umgesetzt wurde. Die Tageszeitung Detroit News schrieb mit Blick auf die Maßnahmen: „Whitmer, eine Demokratin, die 2018 zum ersten Mal gewählt wurde, wurde bei Demonstrationen gegen ihre COVID-19-Lockdown-Anordnungen vor dem State Capitol bedroht“, die Zeitung zitierte auch andere Drohungen gegen Whitmer.
Auf einer Fahrt am 12. und 13. September mit drei Autos von einem Training in Luther zu Whitmers Ferienhaus, an der auch ein FBI-Informant teilnahm, schlug Croft vor, die Gruppe sollte noch in der gleichen Nacht versuchen, Whitmer zu entführen, doch der Plan wurde abgelehnt. Nach Angaben des FBI planten die im ersten Auto sitzenden Croft und Fox, auf einer Brücke der US-Autobahn 31 in Elk Rapids eine Bombe zu zünden und machten Fotos von der Unterseite der Brücke, um zu entscheiden, wo sich ein Sprengsatz am günstigsten platzieren lässt. Anschließend fuhr die Gruppe zu einer am anderen Ufer des Sees gelegenen Bootsanlegestelle und wartete auf ein zweites Fahrzeug, um den Ort auszukundschaften. Die Aufgabe des dritten Fahrzeugs, in dem ebenfalls ein V-Mann des FBI saß, war es, auf mögliche Verfolger und verdächtige Aktivitäten in der Umgebung zu achten. Auf dem Rückweg zu Garbins Grundstück diskutierte die Gruppe, den Entführungsplan gänzlich fallen zu lassen und stattdessen das Ferienhaus völlig zu zerstören.

#### Die Planung wird abgeschlossen
Bei einer am 13. September aufgenommenen Diskussion auf Garbins Grundstück sagte Fox, es werde ein Kidnapping geplant. Ein verdeckter Ermittler sagte Fox, die Anschaffung von Sprengstoff, um die zum See führende Brücke zu zerstören, würde etwa 4.000 $ kosten. Die Gruppe entschied sich für ein letztes Training im Oktober, obwohl Fox einen Tag später auf ein früheres Datum drängte. Am selben Tag zündeten Croft und Harris eine selbst hergestellte Schrapnellgranate in der Nähe einer menschenähnlichen Zielscheibe, um deren Wirkung auf Menschen zu testen. Am 2. Oktober vertraute Fox einer verdeckten Quelle an, dass er für das Kidnapping einen 800.000 Volt starken Taser gekauft habe. Im selben Monat kontaktierte er Musico, der für ein gewaltfreies Vorgehen plädierte. Fox, Garbin, Harris und Franks planten für den 7. Oktober ein Treffen mit einem verdeckten Ermittler des FBI, um Sprengstoff zu kaufen. Caserta erschien aber nicht, weil er arbeiten musste, und Croft kehrte vor dem Treffen nach Delaware zurück.

### Verhaftungen
Alle beteiligten Mitglieder der Gruppe wurden in der Nacht des 7. Oktober verhaftet und am nächsten Tag wurden bereits die Anklagen gegen sie geschrieben. In ganz Michigan wurden Haftbefehle ausgestellt und Verhaftungen durchgeführt. Die Verhaftungen waren Teil eines gemeinsamen Plans einzelstaatlicher und bundesstaatlicher Behörden, der nach dem Auftauchen von Beweisen, dass die Entführung noch vor den Präsidentschaftswahlen im November geplant war, gefasst wurde. Die Verhaftungen wurden von mindestens sieben Büros des FBI und der operativen Zentrale J. Edgar Hoover Building in Washington, D.C. koordiniert. Eine Woche später wurde ein vierzehnter Verdächtiger verhaftet und von einem einzelstaatlichen Gericht angeklagt.

## Rechtliche Folgen

### Bundesebene
Sechs Personen – Adam Fox, Ty Garbin, Barry Croft, Kaleb Franks, Daniel Harris und Brandon Caserta – wurden vor dem United States District Court for the Western District of Michigan wegen Verschwörung zum Begehen einer Entführung (Conspiracy to commit kidnapping) angeklagt. Bei einer Verurteilung drohen ihnen lebenslange Haftstrafen. Ein Bundesrichter sagte, gegen fünf Angeklagte liege ausreichendes Beweismaterial für eine Anklage vor, für vier von ihnen schloss er auch die Freilassung auf Kaution aus.
Während einer Anhörung am 13. Oktober bezeugte ein FBI-Ermittler, dass die Verschwörer erwogen hatten, Whitmer in einem Boot auf dem Michigansee auszusetzen und den Motor unbrauchbar zu machen. Er bezeugte auch, dass die Gruppe in einer früheren Phase der Planung den Gouverneur von Virginia, Ralph Northam, der ebenfalls strenge Lockdown-Maßnahmen gegen die COVID-19-Pandemie angeordnet hatte, entführen wollte. Daraufhin informierte das FBI Northams Sicherheitskräfte über die Bedrohung.
Am 26. Oktober teilten Ermittler des FBI mit, sie hätten Bestandteile von Explosionswaffen gefunden und erwögen, die Anklage nach einer Analyse der Funde durch Experten auf Terrorismus auf Bundesebene zu erweitern. Ein am 28. Oktober bekanntgemachter Haftbefehl gab bekannt, dass einige Angeklagte zu Beginn der Planungen auch eine Entführung des Gouverneurs von South Carolina, Henry McMaster erwogen hatten. Der Haftbefehl bezog sich auch auf eine von Croft Ende Juni gepostete Facebook-Liste von Politikern, die Croft hängen wollte. Die Liste enthielt die Namen McMasters, Präsident Trumps, der früheren Präsidenten Barack Obama und Bill Clinton, von Hillary Clinton, Alexandria Ocasio-Cortez, und anderen Politikern der Demokraten und Republikaner sowie von bekannten Liberalen, Muslimen und „allen Antiamerikanern“.
Am 30. Oktober verlangte der Rechtsanwalt von Franks von einer Richterin, dessen Verhaftung zu überdenken, weil Franks Diabetiker sei und befürchte, im Gefängnis an COVID-19 zu erkranken.
Am 16. Dezember wurden alle sechs auf Bundesebene Beschuldigten von einer Grand Jury angeklagt.
Am 1. Januar 2021 bat Croft, der in einem Bundesgefängnis in Philadelphia einsaß, um Entlassung für seine Anhörungen vor Gericht, weil sein Verfahren nur langsame Fortschritte machte und die Gefangenentransporte regelmäßig verspätet wären. Die Strafverfolgungsbehörden waren gegen seine Entlassung; weil Croft ein gewalttätiger Extremist sei, sei seine Entlassung unvernünftig.
Am 15. Januar 2021 legte ein Bundesrichter den Beginn des Prozesses gegen alle sechs Angeklagten auf den 23. März fest.
Am 27. Januar bekannte sich Garbin der Verschwörung zum Zweck der Entführung Whitmers für schuldig. Im Rahmen eines Plea Bargaining verpflichtete er sich zur Aussage gegen die anderen Angeklagten, daraufhin ließ die Staatsanwaltschaft die anderen Anklagepunkte gegen ihn fallen. Erster Prozesstag war der 8. Juli. Am 25. August verurteilte ihn das Bundesgericht in Grand Rapids zu sechs Jahren Gefängnis und einer Geldstrafe von 2.500 $, seine Bereitschaft zur Kooperation mit den Strafverfolgungsbehörden wurde als strafmildernd gewertet. Garbin entschuldigte sich bei Whitmer für die Tatbeteiligung.
Am 28. April wurde die Anklage gegen Fox, Croft und Harris auf Herstellung von Massenvernichtungswaffen erweitert, weil sie versucht hatten, eine Brücke zu sprengen, um die Polizei zu stoppen.
Im Dezember 2021 verfassten Anwälte der fünf weiterhin inhaftierten Angeklagten Adam Fox, Barry Croft, Caleb Franks, Daniel Harris und Brandon Caserta einen Antrag an den zuständigen Bundesrichter, die Klagen fallen zu lassen. Als Grund gaben sie an, die Angeklagten seien von den Ermittlern zu ihren Taten angestiftet worden.
Am 6. Januar 2022 wurde einer der an der Überwachung beteiligten FBI-Beamten angeklagt, als Doppelagent gleichzeitig für die Gruppe der Angeklagten gearbeitet zu haben. Er soll auch angeboten haben, eine Drohne für terroristische Anschläge zu beschaffen.
Im Dezember 2022 wurde Fox zu 16 und Croft zu 19 Jahren Freiheitsstrafe verurteilt.

### Einzelstaatliche Ebene
Die Generalstaatsanwältin von Michigan, Dana Nessel, klagte sieben andere Männer: Pete Musico, Joseph Morrison, Shawn Fix, Eric Molitor, Michael Null, William Null und Paul Bellar wegen Verbrechen an, die auf einzelstaatlicher Ebene verfolgt werden, darunter Materialbeschaffung für terroristische Anschläge, Verstöße gegen Waffengesetze und Mitgliedschaft in einer Gang. Für zwei Angeklagte wurde eine Kaution von je 10 Millionen $ festgesetzt und als Termin der ersten Anhörungen der 21. Oktober festgelegt. Musicos Kaution wurde später auf 100,000 $ herabgesetzt, nachdem sein Anwalt den Richter davon überzeugte, sein Anteil an dem Plan sei übertrieben dargestellt.
Am 20. Oktober wurde Bellar wegen Staatsverbrechen angeklagt und von seinem Heimatstaat South Carolina für ein Gerichtsverfahren ausgeliefert.
Am 10. November wurde Fox gegen eine Kaution von 250.000 $ auf freien Fuß gesetzt. Drei Tage später wurde die Kaution für Morrison, Musico und Bellar herabgesetzt. Bellar wurde gegen eine Kaution von 75,000 $ am 13. November auf freien Fuß gesetzt.
Am 15. Oktober klagte Dana Nessel den Wisconsiner wegen materieller Unterstützung eines terroristischen Anschlags an, was bei einer Verurteilung eine Haftstrafe von 20 Jahren nach sich zieht. Am 19. Oktober wurde Higgins gegen eine Kaution und unter Auflagen, unter anderem, keinen Kontakt zu den anderen 13 Angeklagten aufzunehmen, auf freien Fuß gesetzt. Am 18. November kündigte Higgins’ Anwalt an, gegen seine Auslieferung von Wisconsin nach Michigan rechtlich vorzugehen. Als Grund gab er an, dass das Auslieferungsgesuch von Gouverneurin Whitmer unterschrieben worden sei, die Ziel des Anschlags war, damit bestehe ein Interessenkonflikt. Am 15. Dezember entschied ein Richter in Columbia County (Wisconsin), dass genügend Beweismaterial für eine Auslieferung vorliege. Durch einen letzten Einspruch des Anwalts wurde die Auslieferung noch einmal verzögert.
Am 4. Dezember wurden die Zwillinge Michael und William Null auf Kaution freigelassen.
Am 18. Dezember wies ein Richter in Jackson County eine Absenkung der Kaution für Morrison mit der Begründung zurück, dieser sei weiterhin eine Bedrohung für die Öffentlichkeit.
Eric Molitor wurde am 14. Januar 2021 auf Kaution freigelassen. Am 29. März 2021 wurden Morrison, Musico und Bellar nach einer drei Tage währenden Anhörung angeklagt. Bei derselben Anhörung wurden die Vorwürfe der Unterstützung von Terrorismus gegen Morrison und Musico fallengelassen.

## Reaktionen

### Gouverneurin Whitmer
Whitmer wandte sich nach der Vereitelung des Entführungsplans und der Enthüllung durch das FBI in einem Livestream an die Öffentlichkeit. Sie dankte den an der Ermittlung beteiligten Strafverfolgungsbehörden, nannte die Täter „kranke und verderbte“ Menschen und warf Präsident Trump seine Weigerung, rechtsradikale Gruppen zu verurteilen, und sein Vorgehen während der COVID-19-Pandemie vor. In einem späteren Tweet drängte Whitmer darauf, die Täter inländische Terroristen und nicht Mitglieder einer Miliz zu nennen. In einem Interview mit der CBS-Sendung Face the Nation sagte sie, dass ihre Sicherheit weiterhin bedroht sei und dass Extremisten wie die Wolverine Watchmen in der Rhetorik, die von republikanischen Politikern vom Weißen Haus bis in das Repräsentantenhaus des Staates Michigan ausgehe, Zuspruch und Unterstützung fänden. In einem Beitrag in der Zeitschrift The Atlantic vom 27. Oktober beschuldigte sie Trump erneut, mit seiner Rhetorik die Nation zu spalten.

### Andere Stellungnahmen aus der Politik
Die Generalstaatsanwältin von Michigan, Dana Nessel, nannte den Entführungsplan „einen der größten Fälle in der jüngsten Geschichte“ und „beispiellos“. Mike Shirkey, ein Senator im Staat Michigan, der Sprecher des Michiganer Repräsentantenhauses Lee Chatfield und der Gouverneur von Ohio, Mike DeWine, verurteilten das Verbrechen ebenso. Chatfield kritisierte Whitmer später dafür, die Abgeordneten von dem Plan der Entführer zur Erstürmung des State Capitols nicht vorher informiert zu haben. Der Gouverneur von Delaware, John Carney, der einen der Verdächtigen 2019 begnadigte, nannte die Vorwürfe „beunruhigend“ und sagte, dies sei ein weiteres Zeichen für die „wachsende Bedrohung unserer Politik durch Radikalismus und Gewalt“. Ralph Northam, der Gouverneur von Virginia, der von den Planern der Entführung ebenfalls als mögliches Ziel genannt wurde, sagte, er lehne es ab, die Details des Verbrechens zu kommentieren, betonte aber, er und seine Familie fühlten sich unter dem Schutz der Virginia State Police sicher.
Demokratische Abgeordnete im Staat Michigan erneuerten nach dem Bekanntwerden des Entführungsplans ihre Forderung nach einem Verbot von Schusswaffen im Gebäude des State Capitols von Michigan. Der erste Versuch, dies gesetzlich zu verankern, nachdem mit Schusswaffen ausgerüstete Demonstranten im April das Gebäude gestürmt hatten, war im September gescheitert. Nach dem Sturm auf das Kapitol in Washington wurde am 11. Januar 2021 aber das offene Tragen von Schusswaffen im Gebäude des State Capitol verboten, auf dem übrigen Gelände des State Capitol ist es aber weiterhin erlaubt. Das gilt auch für das versteckte Tragen einer Schusswaffe. Kritikern des Beschlusses geht er nicht weit genug, sie verlangen ein Verbot aller Schusswaffen im State Capitol.
Als sich am 14. Dezember die Mitglieder des Electoral Colleges aus Michigan in dessen State Capitol versammelten, riegelten Ordnungskräfte das Gebäude ab und schlossen die Büros der Abgeordneten wegen „ernstzunehmender Gewaltandrohungen“. Nur die Mitglieder des Electoral College wurden in das Gebäude gelassen. Am Morgen des Tages sagte der Abgeordnete Gary Eisen, es sei mit einer Hail-Mary-Aktion vergleichbar, die Mitglieder des Wahlmännerkollegiums an der Stimmabgabe zu hindern. Auf die Frage, ob er garantieren könne, dass dies ein sicherer Tag in Lansing sei und dass niemand verletzt würde, antwortete er: „Nein, das kann ich nicht. Denn was wir heute tun, ist nirgends vorhergesehen“. Kurz nach dem Interview teilten der Sprecher des Repräsentantenhauses, Chatfield, und sein Nachfolger Jason Wentworth mit, dass sie sich von sämtlichen Gewaltandrohungen distanzierten und dass Gary Eisen für die weitere Legislaturperiode aus allen Komitees des Hauses entfernt werde.

#### Stellungnahmen Donald Trumps
In einem am 8. Oktober gegebenen Interview kritisierte Trump Whitmer für ihre Vorwürfe gegen ihn wegen des Entführungsplans. Er verlangte von ihr, sie solle den Lockdown in Michigan aufheben und er verurteile alle Formen von „extremer Gewalt“. Im Interview behauptete Trump fälschlich, sämtliche Schulen und Kirchen in Michigan seien auf Anordnung Whitmers geschlossen worden. Als Antwort auf Trumps Bemerkungen erklärte Whitmer, dies sage alles über den Unterschied zwischen Trump und dem demokratischen Präsidentschaftskandidaten Joe Biden aus. Biden reagierte ebenfalls auf Trumps Bemerkungen und sagte, dessen fehlende Verurteilung der Entführungsplaner sei sehr erstaunlich.
Trump griff Whitmer wegen ihrer COVID-19-Maßnahmen auf einer Kundgebung in Muskegon am 17. Oktober erneut an. Teilnehmer der Kundgebung skandierten daraufhin „Lock her up!“ (Sperrt sie ein!), ein Slogan, der in Donald Trumps Präsidentschaftswahlkampf 2015/16 auf Hillary Clinton gemünzt war, hierauf antwortete Trump: „Lock ’em all up“ (Sperrt sie alle ein). Trumps Schwiegertochter Lara, eine Kampagnenhelferin, sagte später, er habe auf der Kundgebung nur „Spass gemacht“. In einem darauf folgenden Interview mit Meet the Press nannte Whitmer Trumps Rhetorik „unglaublich verstörend“ und sagte, diese Rhetorik sei für den inländischen Terrorismus „inspirierend, anreizend und anstiftend“. Trumps Forderung nach Aufhebung der COVID-19-Maßnahmen wies sie ebenfalls zurück und verwies darauf, dass Michigan seit dem Frühjahr keine generelle Ausgangssperre erlassen habe. Bei einer Kundgebung am 27. Oktober in Lansing setzte Trump seine verbalen Attacken gegen Whitmer fort und spielte den Entführungsplan herunter, was die Zuhörer erneut mit „Lock her up!“-Rufen beantworteten.

### Reaktion der Strafverfolgungsbehörden
Nachdem bekannt geworden war, dass der Entführungsplan auch Angriffe auf die Polizei einschloss, wurden die Strafverfolgungsbehörden in hohe Alarmbereitschaft versetzt.

#### Stellungnahmen des Sheriffs von Barry County
Dar Leaf, der gewählte Sheriff von Barry County, schien in einem Interview vom 8. Oktober die Angeklagten zu verteidigen. Er sagte: „Viele Leute sind wütend auf die Gouverneurin und wollen sie hinter Gittern sehen. Also versuchen sie, sie zu verhaften, oder war das ein Entführungsversuch? Bei einem Schwerverbrechen kann man in Michigan immer noch einen Arrest durchführen.“ Er verwies auf das Michiganer Citizen's Statute und setzte fort: „Gewählte Staatsvertreter sind hiervon nicht ausgenommen. Ich muss es von dieser Warte betrachten, und das heißt, faktisch sind diese Leute unschuldig, bis ihre Schuld bewiesen ist. Ich weiss nicht einmal, ob sie alle daran teilnahmen“.
Das Interview wurde im Internet viral, zusammen mit dem Bekanntwerden der Tatsache, dass Leaf mit einem der Angeklagten bei Michiganer Anti-Lockdown-Protesten gemeinsam aufgetreten war. Staatsanwältin Nessel nannte die Bemerkungen „gefährlich“, mehrere andere Sheriffs in Michigan äußerten ebenfalls ihre Empörung. Rechtsexperten nannten die Meinung, die Wolverine Watchmen hätten lediglich Jedermannsrechte zur Festnahme wahrgenommen, an den Haaren herbeigezogen. In einer späteren Stellungnahme erklärte Leaf, er wolle lediglich ein faires Verfahren für die Angeklagten und sei mit ihren Aktionen, die er „schrecklich“ nannte, nicht einverstanden. Seine früheren Kommentare und seine Nähe zu einem der Angeklagten führten zu Forderungen nach seinem Rücktritt. Leaf erklärte am 13. Oktober, er verstehe diese Kritik, werde den Forderungen aber nicht nachkommen.

### Weitere Reaktionen
Ein Sprecher von Facebook erklärte, das Unternehmen werde zur Aufklärung des Verbrechens mit dem FBI zusammenarbeiten.
Ein für den 13. Oktober angesetzter Wahlkampfauftritt Eric Trumps in einem Waffenladen in Lyon Township wurde in einen Festsaal nach Novi verlegt, nachdem bekannt geworden war, dass einer der Angeklagten drei Wochen lang bis zu seiner Entlassung in dem Waffenladen gearbeitet hatte.
Nach Medienberichten waren die Wolverine Watchmen eine Abspaltung der Michigan Militia. Diese distanzierte sich am Tag nach den Verhaftungen von der Gruppe. Auch andere Milizen distanzierten sich von der Gruppe der Entführungsplaner, darunter die Michigan Home Guard, bei der einer der Verhafteten Mitglied gewesen war, bevor er früher im selben Jahr ausgeschlossen wurde.
In den sozialen Medien aufgetauchte Verschwörungstheorien behaupteten fälschlicherweise, die Wolverine Watchmen seien mit der „Antifa“ und der Black-Lives-Matter-Bewegung verbundene Anarchisten. Einige Postings diesen Inhalts wurden von Facebook als falsch gekennzeichnet, PolitiFact bezeichnete sie als „überwiegend falsch (mostly false)“.